# Max Liniger-Goumaz
Max Liniger-Goumaz, né le 8 octobre 1930 à Berne et mort le 12 avril 2018 à Lausanne, est un économiste, sociologue, africaniste et essayiste suisse. Il a également écrit quelques ouvrages sous le pseudonyme de "Emmanuel Von Kirchendorf" « BNF »

## Biographie
Il est professeur émérite de diverses écoles suisses, primé de l'Université de Genève et de la Société géographique de Paris. Depuis 1998, il est membre de l'association Asociación Española de Africanistas et depuis 1999 de la Société suisse d'études africaines.
Liniger-Goumaz est un expert de la Guinée équatoriale, sur laquelle il a publié plusieurs ouvrages qui font partie des rares sources en français consacrées au sujet.
Dans ONU et dictatures, paru en 1985, il examine les relations entre les organisations internationales comme l'ONU et le FMI et le régime en place en Guinée équatoriale, qu'il qualifie de « dictature tribale ». Dans son ouvrage Who's Who de la dictature de Guinée Équatoriale. Les nguemistes, 1979-1993, il présente la situation du pays ainsi que les principaux personnages du régime nguemiste, comme Francisco Macías Nguema et son neveu Teodoro Obiang Nguema Mbasogo. Le livre comprend également des extraits traduits d'articles publiés dans la presse espagnole.
Il est aussi l'auteur d'un remarquable travail de compilation des références de publications (ouvrages et articles) parues, sur ce pays, dans le monde entier. Cette immense bibliographie, très riche, est rassemblée en 15 volumes, sous le titre : Guinea Ecuatorial, Bibliografia General. Elle est aujourd'hui un outil indispensable à ceux qui souhaitent approfondir leur connaissance de la Guinée équatoriale et de son histoire récente.
Des mélanges en l'honneur de ce chercheur, pour ses 70 ans, ont été publiés. Les contributeurs sont des intellectuels à la fois équatoguinéens et du monde entier. Ils témoignent de l'intérêt tout d'abord timide, mais croissant que ce pays suscite. Il s'agit tout d'abord des deux volumes des Mélanges Euros-Africains offerts au professeur, parus, sous la direction de Luis Ondo Ayang chez Claves para el Futuro en 2001. Puis, Miscelanneas Guineo Ecuatorianas, volume 1 : Del Estado colonial al Estado dictatorial, et volume 2 : Nguemismo : 33 anos de auto-golpes y torturas, Corrupcion nacional e internacional, Guinea Ecuatorial Cultural, publiés sous l'initiative des Éditions du Temps à Genève en 2002.

## Publications (extraits)
- La Guinée Équatoriale convoitée et opprimée, L'Harmattan, 2005,  (ISBN 2-7475-9174-3).
- Colonisation - Néocolonisation - Démocratisation - Corruption : À l'aune de la Guinée  Équatoriale, Les Éditions du Temps, 2003.
- La Guinea equatoriale. Trenta anni di dittatura, L'Harmattan Italia, 2000,  (ISBN 8-8876-0517-3).
- Guinée équatoriale, 30 ans d’État délinquant nguémiste, L'Harmattan, 1998,  (ISBN 2-7384-6965-5).
- United States, France and Equatorial Guinea, the Dubious "Friendships", Three Historical Synopsys - Four Bibliographies (trilingual), Les Éditions du Temps, 1997.
- De l'Africa des esclaves à l'Africa esclave, L'Harmattan, 1995,  (ISBN 2-7384-3294-8).
- Who’s who de la dictature de Guinée Équatoriale – Les Nguemistes (1979-1993), Éditions du Temps, 1993.
- La démocrature : Dictature camouflée, démocratie truquée, L'Harmattan, 1992,  (ISBN 2-7384-1324-2).
- L'Afrique à refaire: Vers un impôt planétaire, L'Harmattan, 1992,  (ISBN 2-7384-1367-6).
- Guinea Ecuatorial : Bibliografía General, Plusieurs volumes, Les Éditions du Temps, Genève,  (ISBN 8481986496 et 8481986488).
- Brève histoire de la Guinée Équatoriale, L'Harmattan, 1988,  (ISBN 2-7384-0080-9).
- ONU et dictatures: De la démocratie et des droits de l'homme, 1984, L'Harmattan[4], (ISBN 2-8580-2411-9) édité erroné.
- Guinée Équatoriale, De la dictature des colons à la dictature des colonels, Les Éditions du Temps, 1982, (ASIN B0000EA2KP).
- La Guinée Équatoriale : Un pays méconnu, L'Harmattan, 1979,  (ISBN 2-8580-2132-5).
- Historical Dictionary of Equatorial Guinea, Scarecrow Press, 1979.

## Publications (sous le pseudonyme de "Emmanuel Von Kirchendorf")
- Soliloque logogriphe d’un géographe enseignant, Poèmes, avec dix-sept dessins de Gil Pasteur, Les Éditions du Temps, Genève, 1967,
- La Pigale fédérale" ou "Les gaietés du Cameroun, Album illustré, Les Éditions du Temps, Genève, 1970.
- Voyez la Technique. La ronde des métiers du Cameroun, Album illustré, Les Éditions du Temps, Genève, 1971.
- Suivez la mode. La ronde des métiers de C6te d'Ivoire Album illustré, Les Éditions du Temps, Genève, 1976.
- Mâles façons : chansons et poésies, avec onze illustrations de Denise Rauss-Chauveton, Les Éditions du Temps, Genève, 2015,  (ISBN 9788415746461)